# Chiesa di San Michele Arcangelo (Bardi, Grezzo)
La chiesa di San Michele Arcangelo è un luogo di culto cattolico dalle forme barocche, situato a Grezzo, frazione di Bardi, in provincia di Parma e diocesi di Piacenza-Bobbio; è sede di una parrocchia compresa nel vicariato della Val Taro e Val Ceno.

## Storia
Il luogo di culto originario fu edificato in epoca alto-medievale; la più antica testimonianza dell'esistenza della cappella dedicata a san Michele Arcangelo risale al 905.
Probabilmente nel XVII secolo la chiesa fu ricostruita in stile barocco.
Nella seconda metà del XVIII secolo il tempio fu modificato e nel 1774 fu internamente decorato con stucchi ad opera dei fratelli Boschetti; tra il 1779 e il 1790 fu inoltre costruita la torre campanaria.
Negli ultimi anni del XIX secolo l'altare maggiore fu solennemente consacrato dal vescovo di Piacenza Giovanni Battista Scalabrini.
Nel 1925 l'intero edificio fu sopraelevato di 2,10 m.

## Descrizione

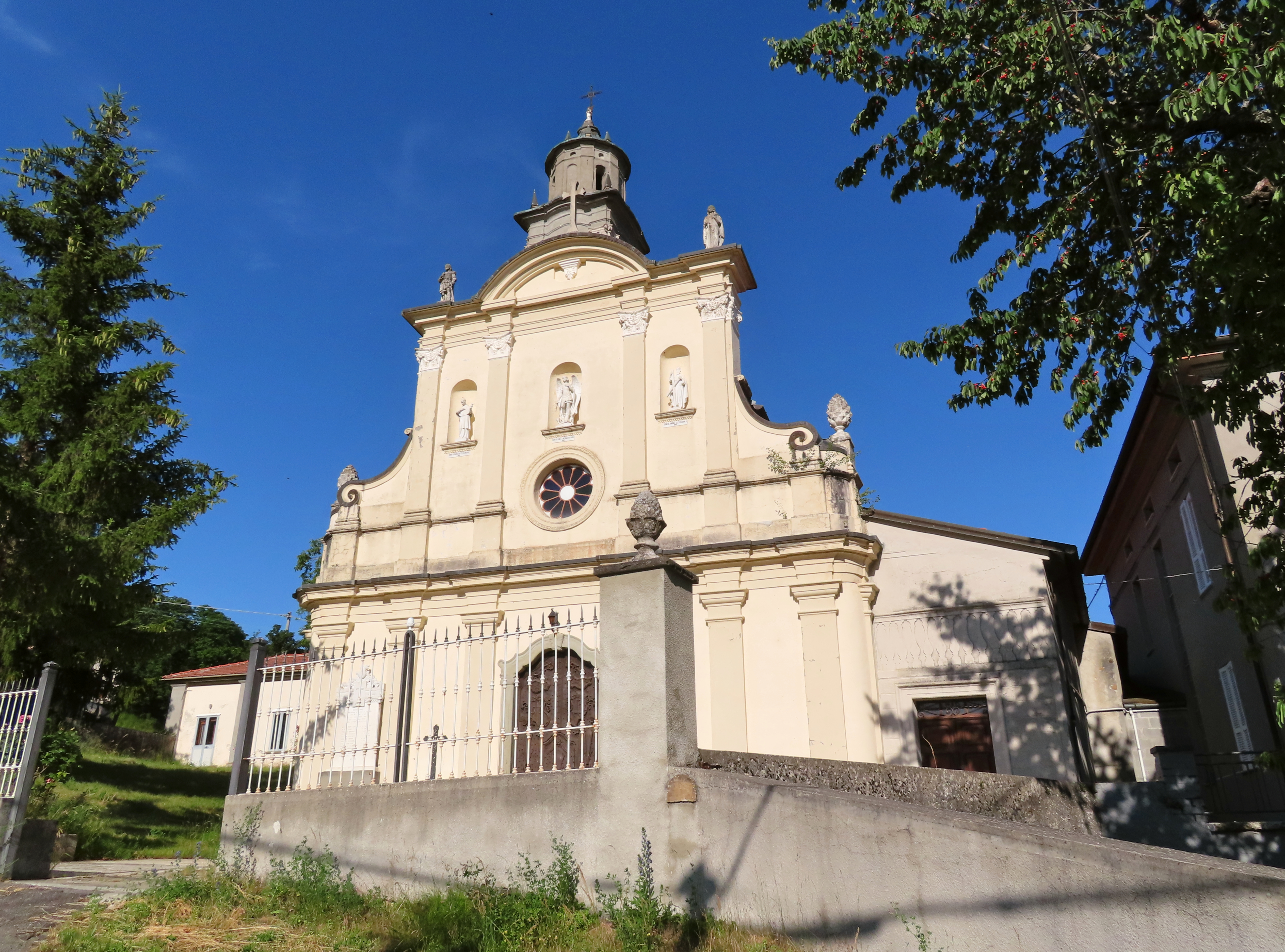
Facciata

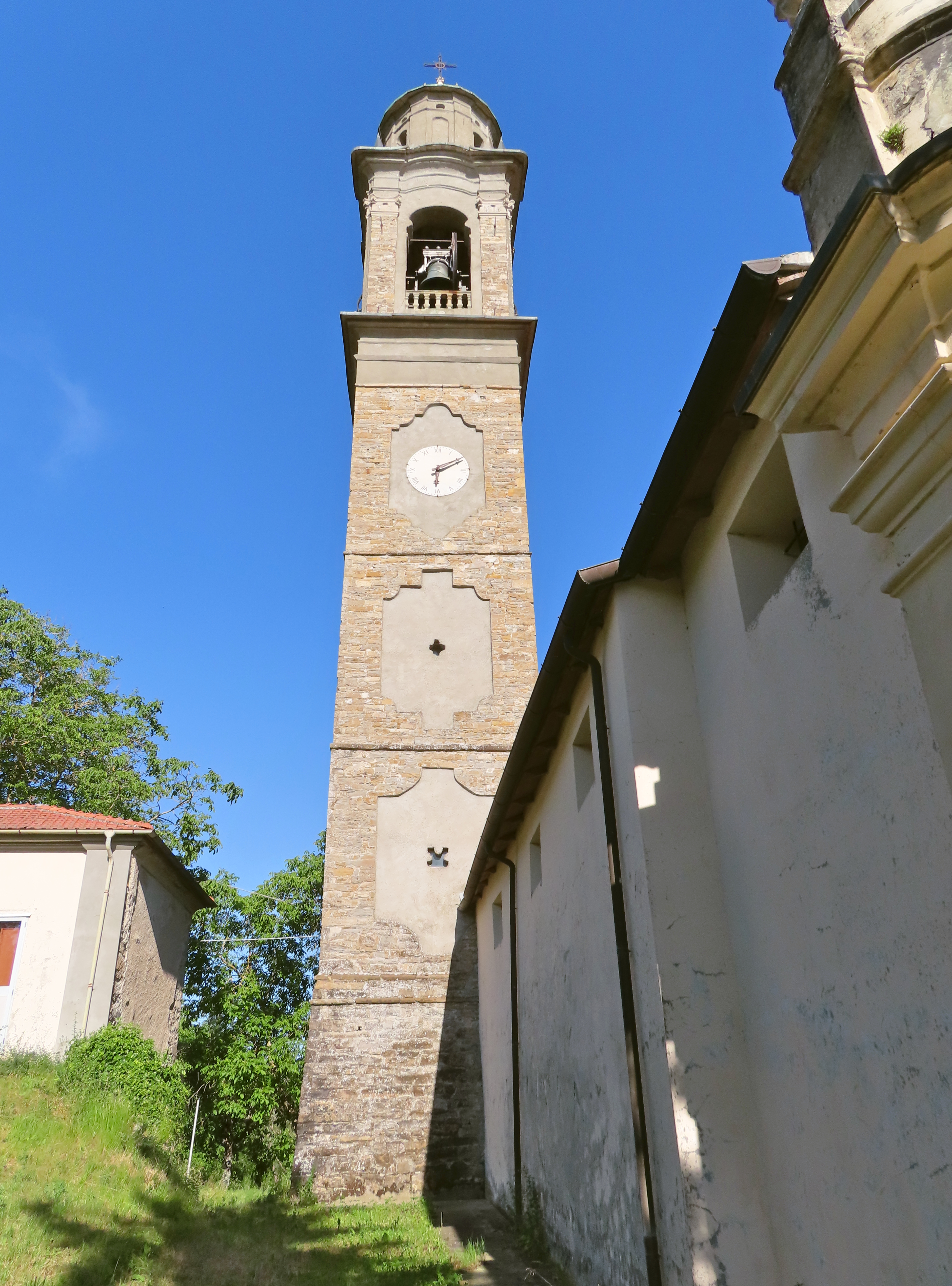
Campanile

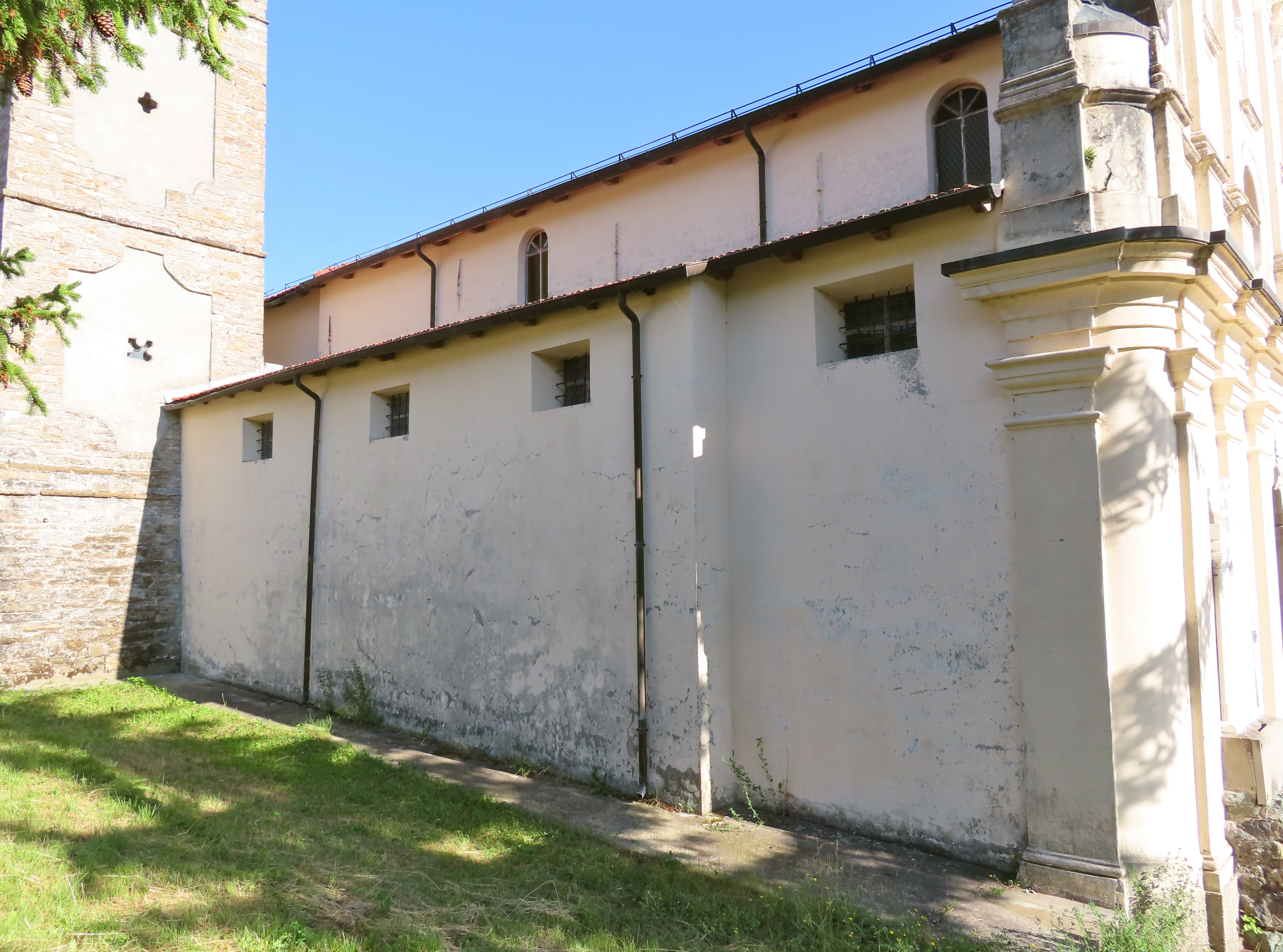
Lato nord

La chiesa si sviluppa su un impianto a navata unica affiancata da tre cappelle per lato, con ingresso a ovest e presbiterio a est.
La simmetrica facciata a salienti, interamente intonacata come il resto dell'edificio, è suddivisa orizzontalmente in due parti da un alto cornicione in rilievo. Inferiormente si elevano su un basamento sei lesene coronate da capitelli dorici; al centro, raggiungibile attraverso una corta scalinata, è collocato l'ampio portale d'ingresso ad arco mistilineo, con portone in legno riccamente intagliato da Romolo Campanini, delimitato da una cornice scolpita in arenaria; alle estremità, in corrispondenza degli spigoli convessi si ergono altre due lesene doriche. Superiormente si ergono in continuità con quelle centrali sottostanti quattro lesene corinzie, a sostegno del cornicione di coronamento sormontato nel mezzo da un frontone circolare; al centro si apre un rosone con cornice modanata, mentre in sommità si trovano tre nicchie ad arco a tutto sesto contenenti le statue di San Carlo Borromeo, San Michele Arcangelo e Sant'Andrea; ai lati due volute si raccordano con gli spigoli convessi delle estremità, ove sono poste su piedistalli due pigne.
Dai fianchi aggettano i bassi volumi delle cappelle; in sommità si aprono nel mezzo delle tre campate altrettante finestre rettangolari; al termine del lato sinistro si eleva su tre ordini, scanditi da fasce marcapiano e decorati con specchiature rettangolari intonacate, il campanile in pietra; la cella campanaria si affaccia sulle quattro fronti attraverso ampie monofore ad arco a tutto sesto con balaustre, delimitate da lesene angolari; in sommità, oltre il cornicione perimetrale in aggetto, si eleva tra quattro piccoli pinnacoli piramidali la lanterna a base circolare, ornata con otto lesene e illuminata da quattro sottili aperture a tutto sesto; a coronamento si erge tra otto piccoli pinnacoli una guglia conica in rame.
All'interno la navata è coperta da una volta a botte lunettata decorata con affreschi raffiguranti, all'interno di motivi geometrici, vari simboli religiosi e busti di santi; i fianchi sono scanditi da lesene coronate da capitelli corinzi in gesso dorato a sostegno del cornicione perimetrale in aggetto; la cappelle, voltate a botte, si affacciano sull'aula attraverso ampie arcate a tutto sesto e sono rispettivamente dedicate al confessionale, a san Francesco e san Giuseppe sulla destra e alla Madonna di Lourdes, a sant'Antonio e alla Madonna del Rosario sulla sinistra.
Il presbiterio, lievemente sopraelevato, è preceduto dall'arco trionfale a tutto sesto, retto da paraste corinzie; l'ambiente, coperto da una volta a botte lunettata dipinta, accoglie l'altare maggiore marmoreo a mensa, ornato con un paliotto a bassorilievo rappresentante L'Ultima Cena, realizzato da Paolo Perotti tra il 1970 e il 1980; sulla sinistra è collocato l'ambone, scolpito frontalmente con la raffigurazione di Cristo e i simboli degli Apostoli ad opera dello stesso autore.